# 퍼즐특급
《퍼즐특급》은 1993년 10월 18일부터 1998년 6월 7일까지 방송되었던 퀴즈 프로그램이다.

## 기획 의도
직관적인 판단을 요구하는 다양한 영상퀴즈를 시청자들의 함께 풀고 사고할 수 있는 퀴즈 오락을 제공하는 퀴즈 프로그램이다.

## 개요
1993년 10월 18일 KBS 2TV가 가을개편과 함께 《퍼즐 특급열차》가 첫방송을 시작해, 1997년 11월 3일부터 "퍼즐특급"으로 제목을 변경하여 방송했으나, 1998년 6월 7일 방송을 마지막으로 폐지되었다.

## 방송 시간
| 방송 채널 | 방송 기간                           | 방송 시간                      |
| KBS 2TV   |                                     |                                |
| --------- | ----------------------------------- | ------------------------------ |
| KBS 2TV   | 1993년 10월 18일 ~ 1994년 10월 3일  | 매주 월요일 저녁 7:00 ~ 7:50   |
| KBS 2TV   | 1994년 10월 10일 ~ 1997년 11월 17일 | 매주 월요일 저녁 7:05 ~ 8:00   |
| KBS 2TV   | 1997년 11월 24일 ~ 1997년 12월 29일 | 매주 월요일 저녁 6:45 ~ 7:40   |
| KBS 2TV   | 1998년 1월 5일 ~ 1998년 2월 9일     | 매주 월요일 저녁 6:40 ~ 7:35   |
| KBS 2TV   | 1998년 2월 22일 ~ 1998년 6월 7일    | 매주 일요일 오전 11:00 ~ 11:50 |

## 진행자 및 보조출연자
- 정재환 (1993년 10월 18일 ~ 1996년 5월 27일)
- 박미선 (1996년 6월 3일 ~ 1997년 7월 28일)
- 최승돈 (1997년 8월 4일 ~ 1997년 10월 13일)
- 정선희, 최승돈 (1997년 10월 20일 ~ 1998년 2월 9일)
- 박미선, 최승돈 (1998년 2월 22일 ~ 1998년 6월 7일)
- 조문식
- 이희구
- 표영호
- 노정렬
- 고명환
- 이현순
- 오성우
- 박준형
- 박성호

## 역대 게임
- 인물퍼즐
- 속닥속닥 퍼즐
- 커트라인 퍼즐
- 퍼즐장면
- 시선집중 퍼즐
- 2001 쥐돌이 퍼즐
- 동전퍼즐
- 속담퍼즐
- 책벌레 안구운동 퍼즐
- 심심풀이 퍼즐
- 가나다라 퍼즐
- 무궁화 꽃이 피었습니다
- 집중3D퍼즐
- 숫자의 신비
- 쌍쌍파티
- 쥐돌이 퍼즐
- 단짝퍼즐
- 퍼즐 다음 빈칸을 채우시오
- 퍼즐문학관
- 쌍쌍퍼즐
- 퍼즐 나라면
- 퍼즐 구사일생
- 퍼즐 스트라이크
- 드라마 퍼즐
- 빵빵퍼즐
- 왕눈이 퍼즐
- 게임퍼즐 할 수 있다 or 할 수 없다
- 퍼즐 그때그장면
- 알쏭달쏭 퍼즐
- 쏙쏙퍼즐
- 열려라 뚝딱
- 오프닝퍼즐
- 앞말잇기 퍼즐
- 퍼즐,개미와 베짱이
- 마이크 낱말퍼즐
- 따로따로 낱말퍼즐
- 딩동딩동 퍼즐
- 역전 낱말퍼즐
- 숨은그림찾기
- 폭탄 낱말퍼즐
- 신 쥐돌이 퍼즐
- 낱말퍼즐
- 퍼즐 독안의 수
- 춤추는 낱말퍼즐
- 만화퍼즐
- 모두모두 낱말퍼즐
- 퍼즐 빙고빙고
- 퍼즐 손들어!
- 인공퍼즐
- 동전퍼즐
- 칸칸퍼즐
- 퍼즐 말과 말

## 참고 사항
- 해당 프로그램이 1998년 2월 22일부터 매주 일요일 오전 11시에 방송될 무렵 경쟁한 SBS 좋은 친구들의 당시 공동 MC였던[4] 남희석은 1995년 10월 16일부터 1996년 1월 8일까지 <퍼즐특급>(당시 '퍼즐특급열차')과 같은 시간에 경쟁한 MBC 테마게임 고정 출연진에 속했었던 김국진과 KBS 대학개그제 동기(1기)[5]다.